# Десмідієві
Десмідієві (Desmidiaceae) — родина харових водоростей родини десмідіальних (Desmidiales).

## Характеристика
Ці водорості поділені на дві симетричні половини, з'єднані невеликою ділянкою. Розмноження є як статевим, так і нестатевим. При нестатевому розмноженні з'єднання половин порушується, і згодом вони роз'єднуються, утворюючи кожну нову водорість. Трапляються в стоячих прісних водах.

## Роди
Перелік родів згідно з даними AlgaeBase станом на 1 лютого 2022:
- Actinodontum Alfinito & Coesel — 3 види
- Actinotaenium (Nägeli) Teiling — 57 види
- Allorgeia Gauthier-Lièvre ex Guiry & Coesel — 2 види
- Amscottia Grönblad — 2 види
- Bambusina Kützing ex Kützing — 6 види
- Bourellyodesmus Compère — 8 види
- Brachytheca Gontcharov & Watanabe — 2 види
- Calocylindrus (Nägeli) O.Kirchner — 3 види
- Cosmaridium F.Gay — 1 види
- Cosmarium Corda ex Ralfs — 1063 види
- Cosmocladium Brébisson — 8 види
- Croasdalea C.E.M.Bicudo & Mercante — 1 види
- Cruciangulum D.B.Williamson — 1 види
- Desmidium C.Agardh ex Ralfs — 21 види
- Docidium Brébisson ex Ralfs — 37 види
- Euastridium West & G.S.West — 3 види
- Euastrum Ehrenberg ex Ralfs — 324 види
- Groenbladia Teiling — 4 види
- Haplotaenium Bando — 3 види
- Heimansia Coesel — 2 види
- Hyalotheca Ehrenberg ex Ralfs — 12 види
- Ichthyocercus West & G.S.West — 6 види
- Ichthyodontum A.M.Scott & Prescott — 1 види
- Mateola R.Salisbury — 2 види
- Micrasterias C.Agardh ex Ralfs — 93 види
- Onychonema Wallich — 2 види
- Oocardium Nägeli — 2 види
- Pachyphorium Palamar-Mordintseva — 2 види
- Phymatodocis Nordstedt — 3 види
- Pleurotaeniopsis (P.Lundell) Lagerheim — 4 види
- Pleurotaenium Nägeli — 85 види
- Prescottiella C.E.M.Bicudo — 1 види
- Sphaerozosma Corda ex Ralfs — 19 види
- Spinocosmarium Prescott & A.M.Scott — 2 види
- Spondylosium Brébisson ex Kützing — 31 види
- Staurastrum Meyen ex Ralfs — 702 види
- Staurodesmus Teiling — 80 види
- Streptonema Wallich — 3 види
- Teilingia Bourrelly — 8 види
- Tetmemorus Ralfs ex Ralfs — 9 види
- Trapezodesmus Kufferath — 1 види
- Triplastrum M.O.P.Iyengar & Ramanathan — 3 види
- Triploceras Bailey — 6 види
- Vincularia K.Fuciková & J.Kastovsky — 1 види
- Xanthidium Ehrenberg ex Ralfs — 119 види